# Zemovít Bytomský
Zemovít Bytomský (Gliwický) (1292 – mezi 1342/1355), byl v letech 1312 – 1316 kníže bytomský a později kníže gliwický (1340- 1342/55).
Zemovít byl třetím nejstarším synem Kazimíra Bytomského a jeho manželky Heleny. Není známo z jakých pohnutek jej roku 1311 jeho otec určil za svého nástupce. Mimo to jeho význam nebyl velký, pouze navázal styky s wawelským dvorem Vladislava Lokýtka. I to je jedním z důvodů proč se na knížecím stolci udržel pouze čtyři roky (do r.1316) než jej za opět nejasných okolností vystřídal jeho starší bratr Vladislav. 

Další zpráva o Zemovítovi je až z 19. února 1327. Tehdy společně s bratry Vladislavem a Jiřím v Opavě složil lenní hold do rukou českého krále Jana Lucemburského. Můžeme tak soudit, že během 20. let 14. stol. nejspíš došlo k určitému usmíření mezi bratry. Další zmínku o žijícím Zemovítovi máme až z roku 1340 kdy v dokumentu vratislavského biskupa Přeclava už vystupuje jako kníže gliwický. To je zároveň i zmínka poslední.

Zemřel bezdětný mezi lety 1342 a 1355 (za pravděpodobnější lze považovat datum první).
Gliwické a Bytomské knížectví se po jeho smrti znovu sjednotily.